# 스타키그룹
스타키코리아(이하 스타키그룹)는 대한민국의 보청기전문 기업이다. 미국 스타키의 한국지사는 서울특별시 금천구에 위치해 두고 있다.

## 개요
- 1982년에 설립한 스타키그룹 계열사인 복음보청기는 복 복(福)과소리 음(音)을 가지고 있다. 대구점에 설립한 이후에는 청각 검사 테스트를 통해 검사 인증을 받았고, 또한 지멘스보청기는 독일 지멘스와의 계약을 맺었다. 이후 심상돈에 의해 재설립하였다.

## 연혁
- 1982년 : 복음보청기 대구점 설립
- 1990년 : 국민일보 선정 청각 검사 인증 대상
- 1992년 : 세기보청기 합병
- 1996년 : 스타키코리아 계약 체결, 세기보청기 TV광고 개시
- 1999년 : 한국경제 보건부문 대상
- 2000년 : 청각 검사 테스트 진행 개시
- 2006년 : 금강보청기 속초점 개점
- 2007년 : 심상돈 사장 체제 변경
- 2010년 : 스타키코리아 계약 결정
- 2015년 : 국내외 독일에서 생산. 보건복지부 장관 수상.

## 계열사
- 스타키코리아
- 대한보청기
- 금강보청기
- 오티콘보청기
- 스타키보청기
- 복음보청기
- 벨톤보청기
- 딜라이트보청기
- 지멘스보청기 (독일 지멘스와의 기술제휴)

## 웹사이트
- 스타키코리아 (PC버전)
- 스타키코리아 (모바일 버전)